# Coxton
Coxton es un lugar designado por el censo ubicado en el condado de Harlan en el estado estadounidense de Kentucky. En el censo de 2020 tenía una población de 176 habitantes y una densidad poblacional de 308,78 habitantes por km². Fue incluido como CDP en el censo de 2020. 

## Geografía
Coxton se encuentra ubicado en las coordenadas 36°51′26″N 83°16′13″O / 36.85722, -83.27028. Según la Oficina del Censo de los Estados Unidos,  tiene una superficie total de 0,57 km², de la cual 0,54 km² corresponden a tierra firme y 0,03 km² a agua.